# Kanton Bahrdorf
Der Kanton Bahrdorf bestand von 1807 bis 1813 im Distrikt Helmstedt im Departement der Oker im Königreich Westphalen und wurde durch das Königliche Decret vom 24. Dezember 1807 gebildet.

## Gemeinden
- Bahrdorf
- Rickmersdorf mit Blankenburg
- Papenrode mit Groß- und Klein-Sisbeck
- Groß-Twülpstädt mit Volkmarsdorf
- Klein-Twülpstädt mit Rümmer
- Warstedt mit Meienkothen und Büstedt
- Velpke mit Birkenkrug
- Grafenhorst mit der Schomburges-Mühle
- Reislingen mit Neuhaus (früher Amtssitz) und Sandkrug
- Nord Steimke sowie Hehlingen (früher Magdeburgisch)

## Einzelnachweis
1. ↑  Königliches Decret, wodurch die Eintheilung des Königreichs in acht Departements angeordnet wird. Verzeichniß der Departements, Districte, Cantons und Communen des Königreichs. In: Landschaftsverband Westfalen-Lippe (Hrsg.): Bulletin des lois du Royaume de Westphalie. Band I, Nr. 6, 1807, S. 158 f. (lwl.org [PDF; 4,9 MB; abgerufen am 28. März 2013]).